# خارجية الحرارة

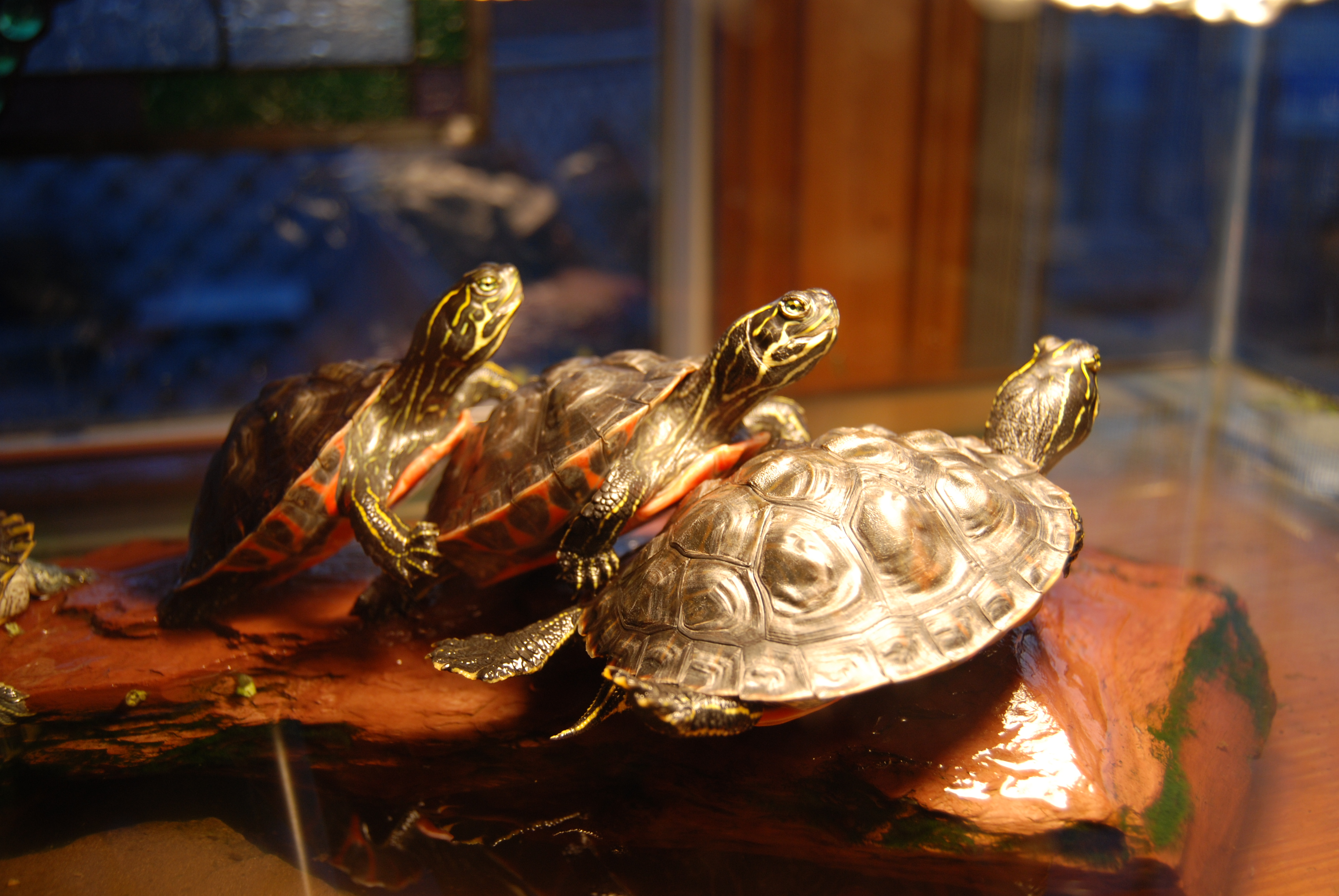
سلاحف كوترز تعتبر خارجية الحرارة حيث تتعرض للشمس للدفء.

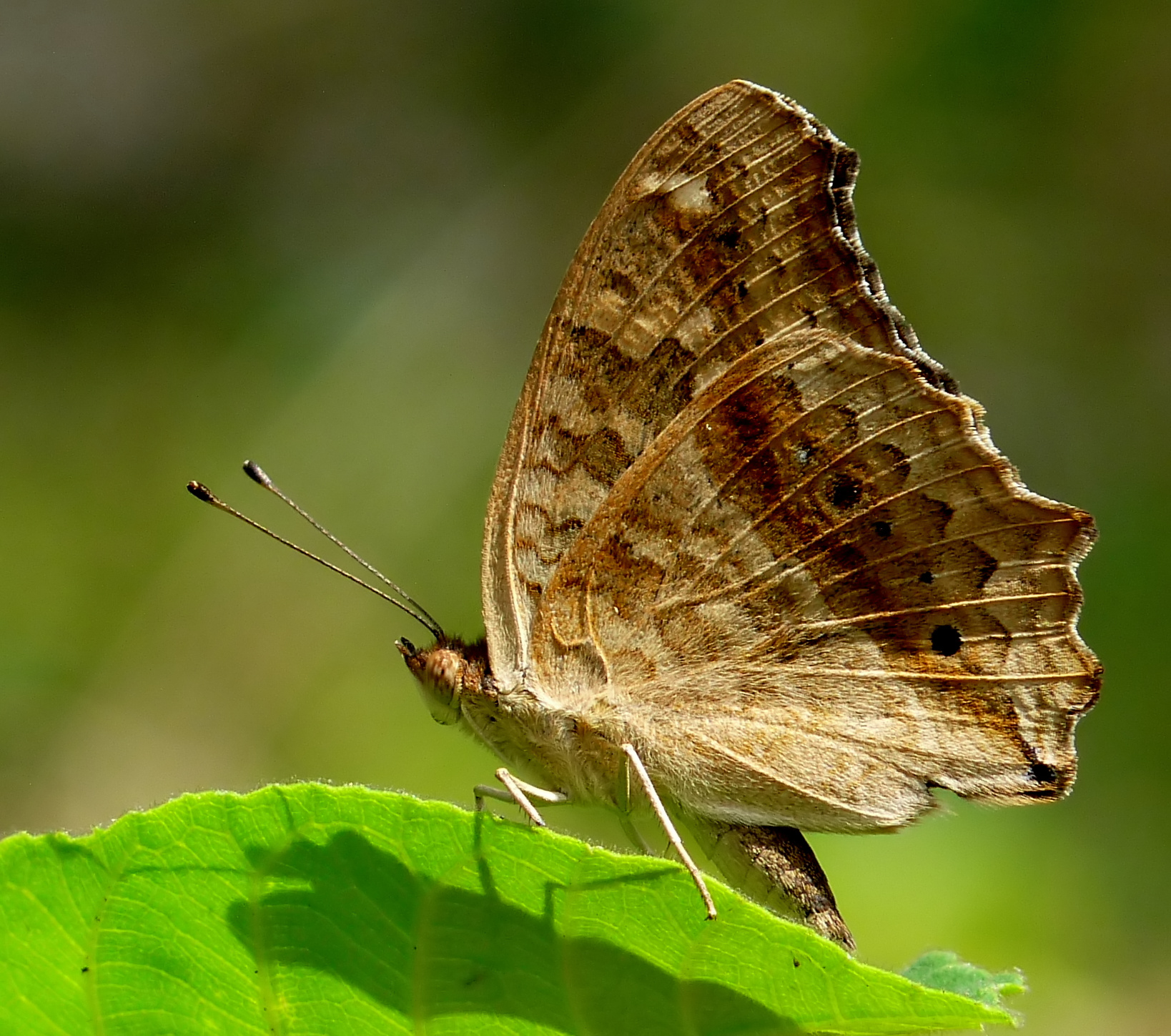
فراشة حورائية تتعرض لدفء الشمس

خارجية الحرارة (التي تُشتق من اليونانية ἐκτός (ektós) "خارج" و θερμός (thermós) "حرارة")، والتي يُشار إليها عادة بالحيوانات "ذوات الدم البارد"، هي حيوانات تعتمد بشكل ضئيل أو شبه معدوم على المصادر الفسيولوجية الداخلية مثل الدم للتحكم في درجة حرارة الجسم. تعتمد هذه الكائنات (مثل الضفادع) على مصادر الحرارة البيئية، مما يمكنها من العمل بمعدلات استقلابية منخفضة للغاية.
بعض هذه الكائنات تعيش في بيئات حيث تظل درجات الحرارة ثابتة تقريبًا، مثل المناطق العميقة في المحيطات، مما يجعلها تُعتبر لا فقاريات ثابتة الحرارة. أما في المناطق التي تتغير فيها درجات الحرارة بشكل كبير وتؤثر على الأنشطة الفسيولوجية لأنواع أخرى من ذوات الدم البارد، فإن العديد من هذه الأنواع تبحث عن مصادر خارجية للحرارة أو مأوى لحمايتها من الحرارة. على سبيل المثال، تنظم الزواحف درجة حرارة أجسامها بالتعرض لأشعة الشمس أو بالبحث عن الظل حسب الحاجة، بالإضافة إلى العديد من آليات التنظيم الحراري السلوكية الأخرى.
بعكس ذوات الدم البارد، تعتمد الكائنات ذات الدم الحار في الغالب على الحرارة الناتجة عن العمليات الأيضية الداخلية، بينما تتبنى الكائنات متوسطة الحرارة استراتيجية وسطية.
نظرًا لوجود أكثر من فئة من آليات التحكم في درجة الحرارة بين الحيوانات، تم التخلي عن استخدام مصطلحي "ذوات الدم الحار" و"ذوات الدم البارد" كمصطلحات علمية.

## النباتات المعتدلة
النباتات المعتدلة Mesotherms هي إحدى المجموعات النباتية الحرارية، وتنمو نباتات هذه المجموعة في البيئات المعتدلة الحرارية، حيث درجة حرارة أحر الشهور تزيد عن 22 مْ، ودرجة حرارة أبردالشهور تتراوح بين 6 - 18 مْ، والأمثلة عنها أشجار الزيتون.